# Elecciones legislativas de Gabón de 1964
Las elecciones legislativas se llevaron a cabo en Gabón el 12 de abril de 1964. Serían los últimos comicios competitivos y multipartidistas del país antes de la imposición del Partido Democrático Gabonés en 1968 con la llegada al poder de Omar Bongo. No volvería a haber elecciones con más de un partido hasta 1990. Habían estado destinadas a celebrarse en febrero de ese mismo año, cuando sucedió un golpe de Estado que fue finalmente abortado, motivo por el cual el presidente incumbente, Léon M'Ba, del Bloque Democrático Gabonés, (BDG) disolvió la Asamblea Nacional y reprogramó las elecciones.
A pesar de la falta generalizada de libertad de expresión, y la intimidación masiva de los votantes, la oposición, representada por la Unión Democrática y Social de Gabón, que se había desprendido del BDG, se las arregló para obtener el 44.6% de los votos y 16 escaños en la Asamblea, mientras que el Bloque Democrático obtuvo 31.

## Contexto
El día destinado a celebrarse las elecciones, 17 de febrero de 1964, se perpetuó un golpe de Estado contra el Presidente Léon M'Ba, en gran parte instigado por sus deseos de imponer un régimen de partido único sin tener en cuenta a la oposición. Sin embargo, en última instancia el golpe fracasó y M'Ba retomó el poder al día siguiente. M'Ba intentó utilizar el golpe como excusa para implementar su modelo unipartidista, disolviendo el Parlamento y organizando las elecciones para el 12 de abril. Sin embargo, ante la insistencia del gobierno francés, M'Ba en última instancia debió tolerar que la oposición participara en las elecciones. Sin embargo, los líderes de la oposición más importantes no pudieron participar debido a su participación en el golpe, y conocidos organizadores anti-M'ba fueron deportados a lugares remotos del país.
A pesar del nominal pluralismo político, la Unión Democrática y Social de Gabón prácticamente había desaparecido del país tras el golpe, manteniendo una legalidad aparente. Muchos de sus líderes habían sido encarcelados a causa del golpe de Estado, y el resto de la oposición prodemocracia se componía de partidos de corte regional, étnico o religioso, que no tenían posibilidades de formar una coalición. Las dos mayores facciones apoyaban al líder de la UDSG, Jean-Hilaire Aubame, y otra estaba a cargo de un líder sindical. M'Ba, por su parte, era conocido por sobornar directamente con billetes a sus votantes, cosa que fue reportada varias veces durante la elección, junto a otras graves irregularidades. El gobierno francés vigiló las elecciones, y varios militares franceses aún presentes en el país intimidaron votantes en apoyo a M'Ba.

## Resultados
A pesar del fraude electoral, la oposición obtuvo casi la mitad de los votos, ganando 16 escaños de los 47 que componían la Asamblea Nacional, mientras que el BDG ganó 31 y pudo mantener su gobierno. La oposición discutió los resultados y organizó una huelga general, que fue duramente reprimida. Pese a esto, M'Ba no implantó el sistema unipartidista de jure y falleció en 1967 sin haberlo hecho. Su sucesor, Omar Bongo, finalmente unificaría los partidos políticos en uno solo el 12 de marzo de 1968.
| Partido                             | Votos   | %     | Escaños |
| ----------------------------------- | ------- | ----- | ------- |
| Bloque Democrático Gabonés          | 142.389 | 55.38 | 31/47   |
| Unión Democrática y Social de Gabón | 114.704 | 44.52 | 16/47   |
| Voto en blanco/anulados             | 5.679   | –     | –       |
| Total                               | 262.772 | 100   | 47      |
| Votantes registrados/participación  | 309.049 | 85.0  | –       |
| Fuente: Nohlen et al.               |         |       |         |